# Le Castellet (Alpes-de-Haute-Provence)
Pour les articles homonymes, voir Le Castellet.
Le Castellet, ou le Castellet-d'Oraison, est une commune française située dans le département des Alpes-de-Haute-Provence, en région Provence-Alpes-Côte d'Azur.

## Géographie

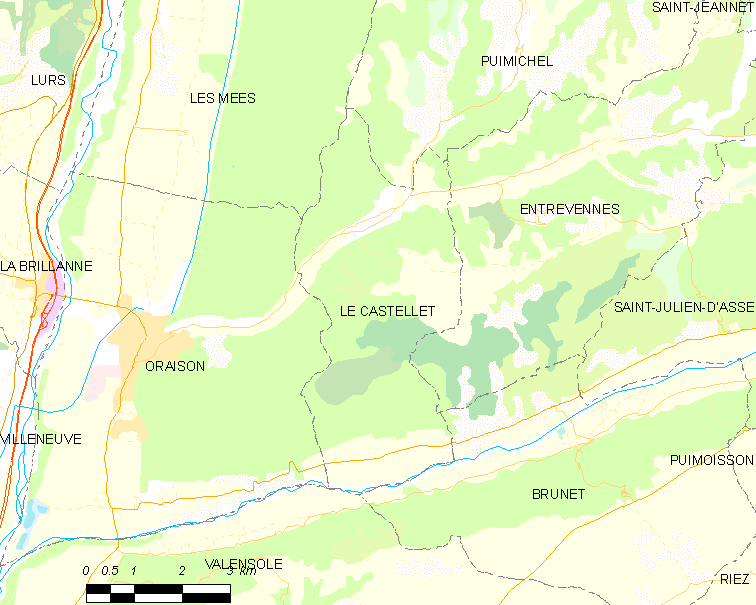
Le Castellet et les communes voisines (Cliquez sur la carte pour accéder à une grande carte avec la légende).

Le village chef-lieu de la commune est Le Castellet, dans la vallée de la Rancure. Le hameau de Taillas est situé dans la vallée de l’Asse.
Les communes limitrophes du Castellet sont Puimichel, Entrevennes, Brunet, Valensole, Oraison, Les Mées.
Les villages les plus proches sont :
- Entrevennes à 3,2 km ;
- Puimichel à 5 km ;
- Oraison à 5,5 km ;
- Brunet à 6,5 km ;
- La Brillanne à 7,4 km.

### Climat
Pour des articles plus généraux, voir Climat de Provence-Alpes-Côte d'Azur et Climat des Alpes-de-Haute-Provence.
En 2010, le climat de la commune est de type climat méditerranéen altéré, selon une étude du Centre national de la recherche scientifique s'appuyant sur une série de données couvrant la période 1971-2000. En 2020, Météo-France publie une typologie des climats de la France métropolitaine dans laquelle la commune est exposée à un climat de montagne ou de marges de montagne et est dans une zone de transition entre les régions climatiques « Provence, Languedoc-Roussillon » et « Alpes du sud ».
Pour la période 1971-2000, la température annuelle moyenne est de 11,9 °C, avec une amplitude thermique annuelle de 17 °C. Le cumul annuel moyen de précipitations est de 774 mm, avec 6,2 jours de précipitations en janvier et 3,8 jours en juillet. Pour la période 1991-2020, la température moyenne annuelle observée sur la station météorologique de Météo-France la plus proche, « Valensole », sur la commune de Valensole à 11 km à vol d'oiseau, est de 13,3 °C et le cumul annuel moyen de précipitations est de 671,6 mm. 
La température maximale relevée sur cette station est de 41,1 °C, atteinte le 28 juin 2019 ; la température minimale est de −10 °C, atteinte le 4 février 2012,,.
Les paramètres climatiques de la commune ont été estimés pour le milieu du siècle (2041-2070) selon différents scénarios d'émission de gaz à effet de serre à partir des nouvelles projections climatiques de référence DRIAS-2020. Ils sont consultables sur un site dédié publié par Météo-France en novembre 2022.

### Environnement
La commune compte 1 173 ha de bois et forêts, soit 62 % de sa superficie.

### Hameaux
Les principaux hameaux sont Taillas et Notre-Dame.

### Voies de communication et transports

#### Voies routières

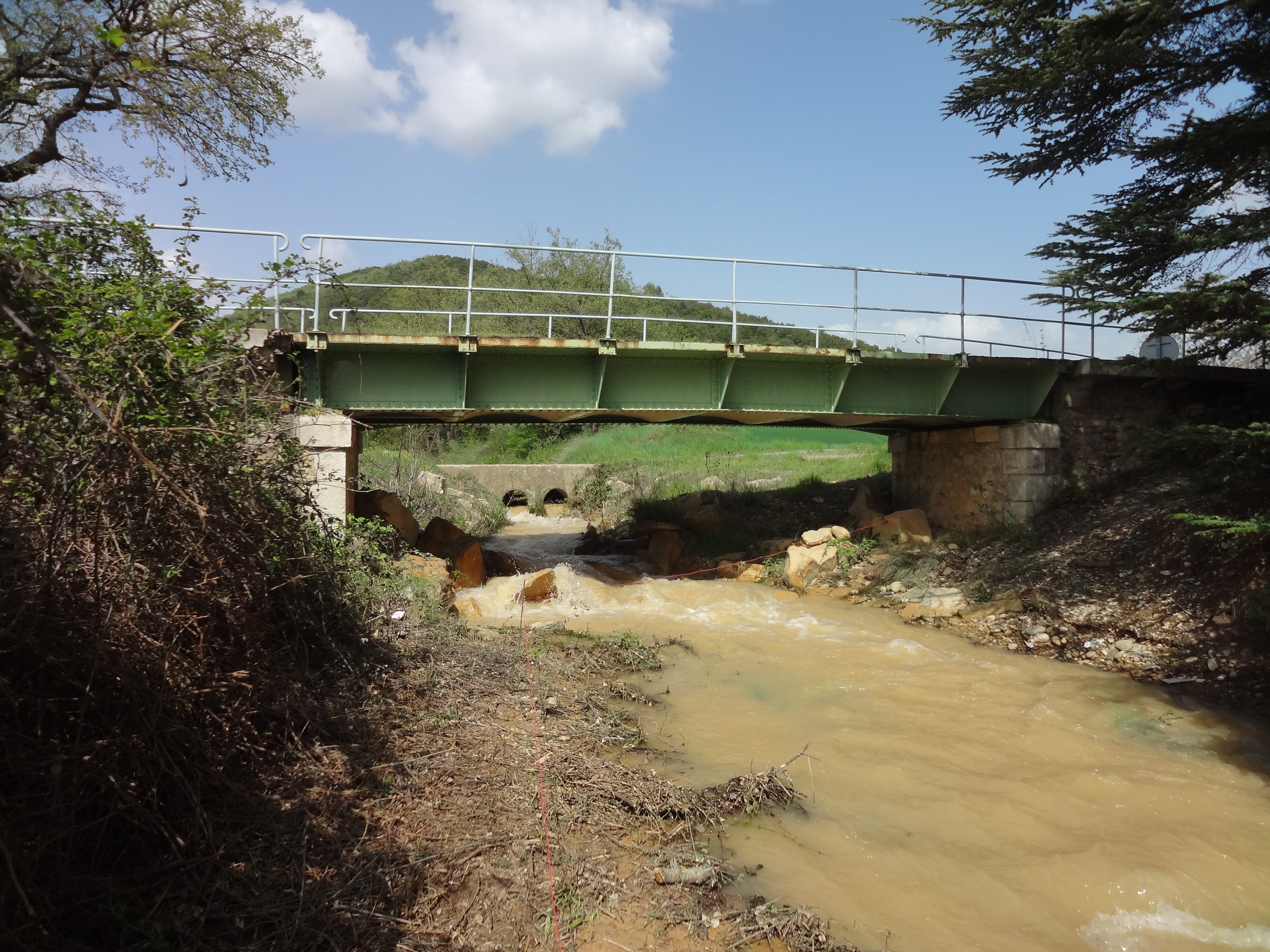
Pont de la RD 101 sur le ravin de Puimichel, en crue.

La commune est desservie par les routes départementales RD 12 qui remonte la vallée du Rancure où se trouve l’habitat (vers Oraison à l’ouest et Puimichel à l’est), et la RD 101 qui s’embranche sur la précédente en direction d’Entrevennes.

#### Services autocars

##### Lignes intercommunales
Le Castellet est relié par une ligne intercommunale du réseau Trans'Agglo :
| Ligne | Parcours                                                                           |
| ----- | ---------------------------------------------------------------------------------- |
| 125   | Brunet ↔ Entrevennes ↔ Puimichel ↔ Le Castellet ↔ Oraison (Transport à la demande) |

##### Lignes scolaires
Des lignes de transports scolaires ont été mises en place pour rallier le collège d'Oraison. Ces lignes sont financées par la communauté d'agglomération Durance Luberon Verdon au travers du réseau Trans'Agglo. En plus des lignes existantes du réseau, une autre a été rajoutée.
| Ligne | Tracé                                            |
| ----- | ------------------------------------------------ |
| 166 S | Entrevennes ↔ Puimichel ↔ Le Castellet ↔ Oraison |

### Risques naturels et technologiques
Aucune des 200 communes du département n'est en zone de risque sismique nul. Le canton des Mées auquel appartient Le Castellet est en zone 2 (risque moyen) selon la classification déterministe de 1991, basée sur les séismes historiques, et en zone 4 (risque moyen) selon la classification probabiliste EC8 de 2011. La commune du Castellet est également exposée à trois autres risques naturels :
- feu de forêt ;
- inondation (dans les vallées du Rancure et de l’Asse) ;
- mouvement de terrain : la commune est presque entièrement concernée par un aléa moyen à fort[13].

La commune du Castellet n’est exposée à aucun des risques d’origine technologique recensés par la préfecture.
Le plan de prévention des risques naturels prévisibles (PPR) de la commune a été approuvé en 1998 pour les risques d’inondation, de mouvement de terrain et de séisme mais le Dicrim n’existe pas.

## Urbanisme

### Typologie
Au 1er janvier 2024, Le Castellet est catégorisée commune rurale à habitat dispersé, selon la nouvelle grille communale de densité à 7 niveaux définie par l'Insee en 2022.
Elle est située hors unité urbaine. Par ailleurs la commune fait partie de l'aire d'attraction de Manosque, dont elle est une commune de la couronne,. Cette aire, qui regroupe 30 communes, est catégorisée dans les aires de 50 000 à moins de 200 000 habitants,.

### Occupation des sols
L'occupation des sols de la commune, telle qu'elle ressort de la base de données européenne d’occupation biophysique des sols Corine Land Cover (CLC), est marquée par l'importance des forêts et milieux semi-naturels (68,9 % en 2018), une proportion sensiblement équivalente à celle de 1990 (68,3 %). La répartition détaillée en 2018 est la suivante : 
forêts (66,3 %), terres arables (27,1 %), zones agricoles hétérogènes (3,8 %), milieux à végétation arbustive et/ou herbacée (1,3 %), espaces ouverts, sans ou avec peu de végétation (1,3 %), cultures permanentes (0,2 %).
L'évolution de l’occupation des sols de la commune et de ses infrastructures peut être observée sur les différentes représentations cartographiques du territoire : la carte de Cassini (XVIIIe siècle), la carte d'état-major (1820-1866) et les cartes ou photos aériennes de l'IGN pour la période actuelle (1950 à aujourd'hui).

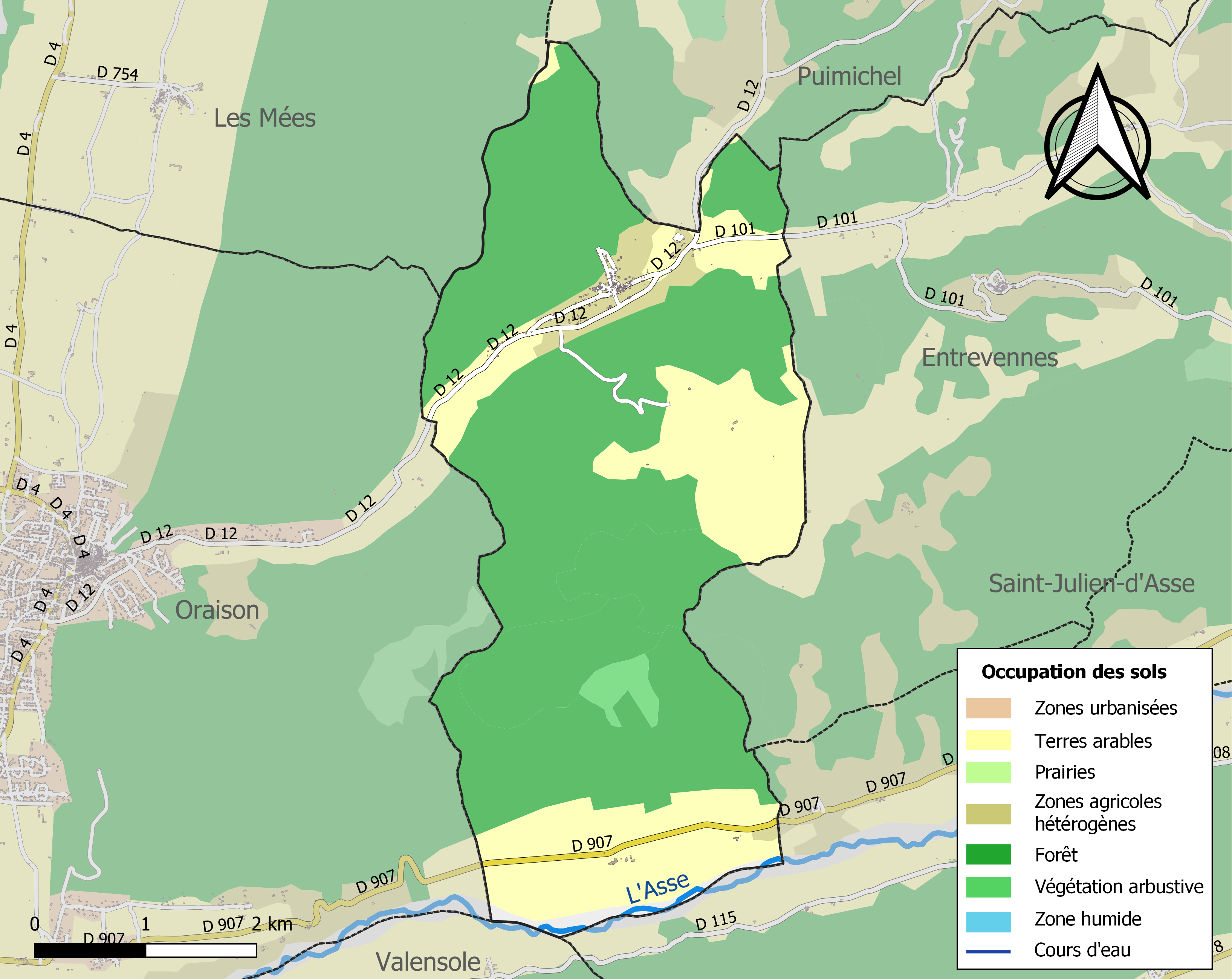
Carte de l'occupation des sols de la commune en 2018 (CLC).

## Toponymie
La localité apparaît pour la première fois dans les textes en 1178 (Castelleto, ce qui signifie petit village fortifié en occitan). Il fut encore appelé le Castellet des Entrevennes, le Castellet des Mées ou encore Le Castellet d’Oraison,.
Le nom français, Le Castellet, est le résultat de la francisation du provençal Lou Castelet, diminutif du provençal castèu, du latin castellum.

## Histoire

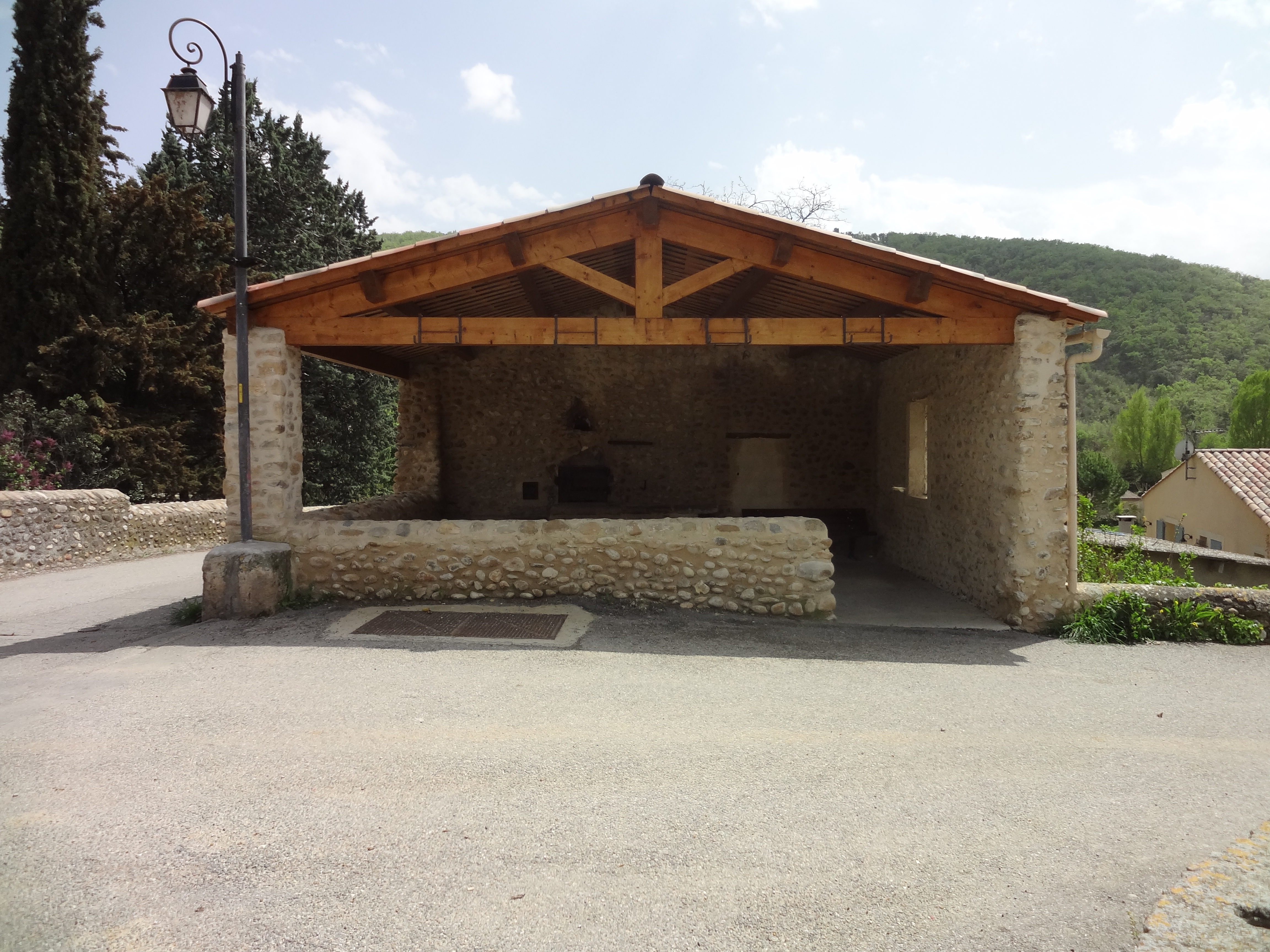
Four communal.

De la période de présence romaine datent quelques vestiges. Le site de Notre-Dame de Taillas a livré des restes d’une villa antique, avec des restes de dolia (grande amphore vinaire). Une nécropole gallo-romaine a également été découverte en 1963.
Le Castellet est signalé dans les chartes à partir de la fin du XIIe et du début du XIIIe siècle, sous le nom de Castelletum ou de Castelletum d’Antravenis (« Le Castellet d’Entrevennes »). Au XIIIe siècle, Le Castellet dépendait des Isnard, seigneurs d'Entrevennes. En 1542, le village passe sous la dépendance des seigneurs d'Oraison.
Aux XIIe et XIIIe siècles, le prieuré Saint-Pierre et ses revenus appartenaient à l’abbaye Saint-André de Villeneuve-lès-Avignon. L’hospice lui fut rattaché au XIIIe siècle.
En 1348, la reine Jeanne, chassée de son royaume de Naples, dut se réfugier en Provence. Pour reconquérir ses États napolitains, elle vendit Avignon au pape pour 80 000 florins, et obtint au passage l'absolution pontificale qui la lavait de tout soupçon dans le meurtre de son premier époux André de Hongrie. Reconnaissante, elle offrit à Guillaume II Roger, frère du pape, le fief de Valernes, qui fut érigé en vicomté par lettres patentes en 1350. La nouvelle vicomté comprenait les communautés de Bayons, Vaumeilh, la Motte, Bellaffaire, Gigors, Lauzet, les Mées, Mézel, Entrevennes et le Castellet, avec leurs juridictions et dépendances.
La communauté de Taillas (site du château actuel), qui comptait 5 feux en 1315, est dépeuplée par la crise du XIVe siècle (Peste noire et guerre de Cent Ans) et annexée par celle du Castellet au XVe siècle. Par contre, le fief de Taillas, dont le siège est dans la vallée de l’Asse, subsiste en plus de celui du Castellet jusqu’à la Révolution.
La communauté du Castellet relevait de la viguerie de Digne.

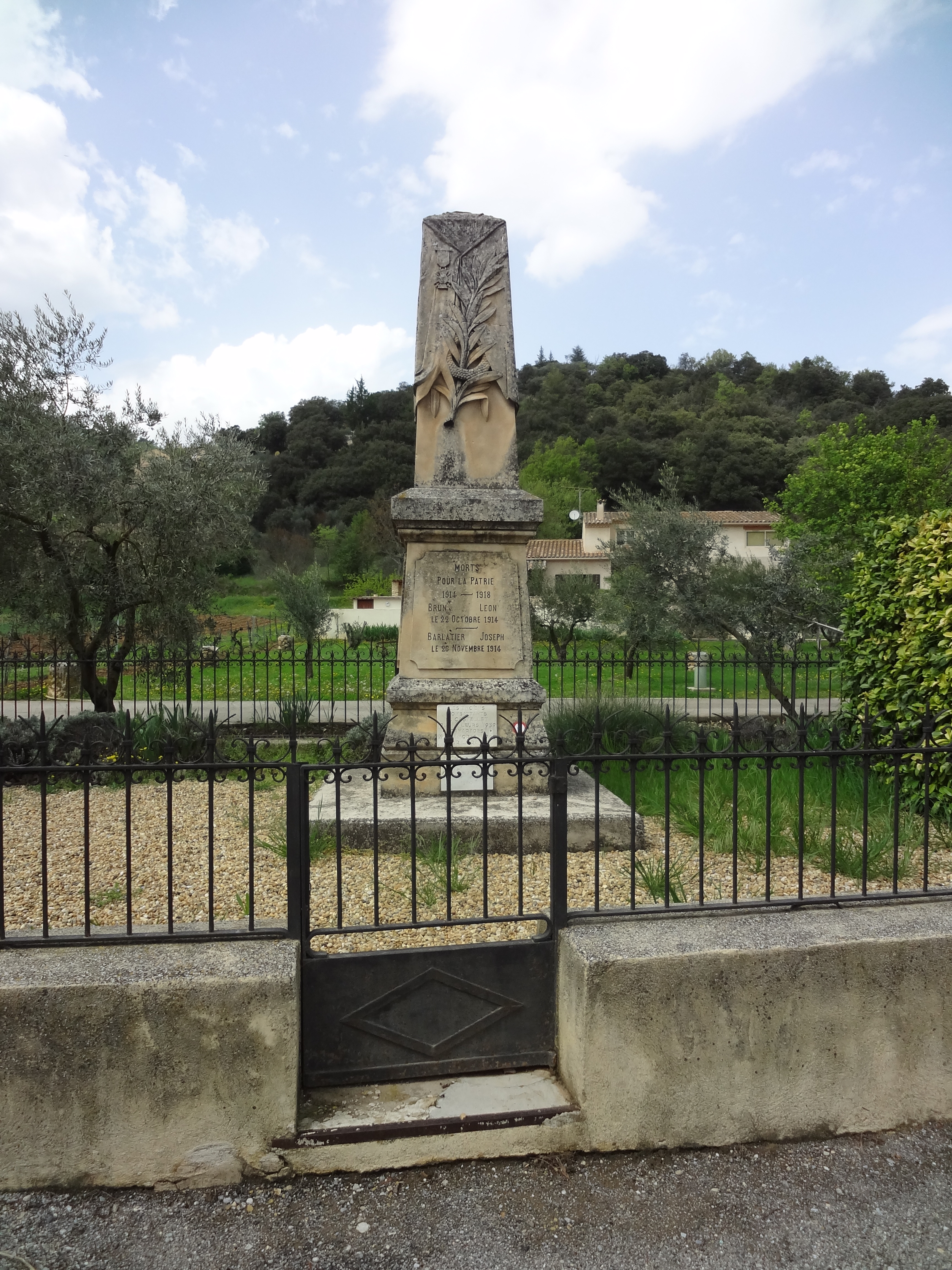
Monument aux morts de la Première Guerre mondiale.

Durant la Révolution, la commune compte une société patriotique, créée après la fin de 1792.
Le coup d'État du 2 décembre 1851 commis par Louis-Napoléon Bonaparte contre la Deuxième République provoque un soulèvement armé dans les Basses-Alpes, en défense de la Constitution. Après l’échec de l’insurrection, une sévère répression poursuit ceux qui se sont levés pour défendre la République : 5 habitants du Castellet sont traduits devant la commission mixte.
Comme de nombreuses communes du département, Le Castellet se dote d’une école bien avant les lois Jules Ferry : en 1863, elle possède déjà une école qui dispense une instruction primaire aux garçons, au chef-lieu. Aucune instruction n’est donnée aux filles : ni la loi Falloux (1851), qui impose l’ouverture d’une école de filles aux communes de plus de 800 habitants, ni la première loi Duruy (1867), qui abaisse ce seuil à 500 habitants, ne concernent Le Castellet ; ce n’est qu’avec les lois Ferry que les filles de Saint-Lions sont régulièrement scolarisées.
Jusqu’au milieu du XXe siècle, la vigne était cultivée au Castellet. Le vin produit était destiné à l’autoconsommation. Cette culture est aujourd’hui abandonnée
.

## Politique et administration

### Intercommunalité
Le Castellet fait partie :
- de 1994 à 2011, de la communauté de communes du Val de Rancure ;
- de 2011 à 2013, de la communauté de communes Intercommunalité du Luberon Oriental ;
- depuis le 1er janvier 2013, de la communauté d'agglomération Durance Luberon Verdon.

### Liste des maires
| Période                                  | Période          | Identité         | Étiquette | Qualité                              |
| ---------------------------------------- | ---------------- | ---------------- | --------- | ------------------------------------ |
| 17 mai 1925[réf. nécessaire]             | mai 1947         | Augustin Brémond |           |                                      |
| mai 1947                                 | mai 1953         | Paul Laurent     |           |                                      |
| mai 1953                                 | mars 1965        | Germain Allard   |           |                                      |
| mars 1965                                | 24 novembre 2002 | René Barras      |           |                                      |
| 24 novembre 2002                         | mai 2020         | Henri Garcia     |           | Retraité de l'enseignement           |
| mai 2020                                 | en cours         | Benoît Gouin     |           | Agriculteur sur moyenne exploitation |
| Les données manquantes sont à compléter. |                  |                  |           |                                      |

### Politique environnementale
La collecte et traitement des déchets des ménages et déchets assimilés et la protection et mise en valeur de l'environnement se font dans le cadre de la communauté d'agglomération Durance Luberon Verdon.
La commune dispose d'une déchèterie.

## Population et société

### Démographie
Le nom de ses habitants est Castellians,.
En 2022 , Le Castellet comptait 300 habitants. À partir du XXIe siècle, les recensements réels des communes de moins de 10 000 habitants ont lieu tous les cinq ans (2004, 2009, 2014, etc. pour Le Castellet). Depuis 2004, les autres chiffres sont des estimations.
| 1765 | 1793 | 1806 | 1821 | 1831 | 1836 | 1841 | 1846 | 1851 |
| ---- | ---- | ---- | ---- | ---- | ---- | ---- | ---- | ---- |
| 357  | 375  | 346  | 365  | 338  | 299  | 261  | 334  | 319  |

| 1856 | 1861 | 1866 | 1872 | 1876 | 1881 | 1886 | 1891 | 1896 |
| ---- | ---- | ---- | ---- | ---- | ---- | ---- | ---- | ---- |
| 336  | 292  | 271  | 247  | 228  | 246  | 250  | 220  | 218  |

| 1901 | 1906 | 1911 | 1921 | 1926 | 1931 | 1936 | 1946 | 1954 |
| ---- | ---- | ---- | ---- | ---- | ---- | ---- | ---- | ---- |
| 206  | 186  | 198  | 181  | 177  | 181  | 133  | 153  | 131  |

| 1962 | 1968 | 1975 | 1982 | 1990 | 1999 | 2004 | 2006 | 2009 |
| ---- | ---- | ---- | ---- | ---- | ---- | ---- | ---- | ---- |
| 139  | 125  | 151  | 186  | 172  | 202  | 235  | 232  | 271  |

| 2014 | 2019 | 2022 | - | - | - | - | - | - |
| ---- | ---- | ---- | - | - | - | - | - | - |
| 294  | 299  | 300  | - | - | - | - | - | - |

L'histoire démographique du Castellet, après la saignée des XIVe et XVe siècles et le long mouvement de croissance jusqu'au début du XIXe siècle, est marquée par une période d'« étale » où la population reste relativement stable à un niveau élevé. Cette période dure toute la première moitié du XIXe siècle. L'exode rural provoque ensuite un mouvement de recul démographique de longue durée. La perte est relativement lente, puisque ce n’est qu'en 1936 que la commune enregistre la perte de la moitié de sa population du maximum historique de 1856. Le mouvement de recul se poursuit jusqu’aux années 1960. Depuis, la population s’est remis à croître pour revenir à ses hauts niveaux du XIXe siècle.
En 1315, la commune compte 36 feux et 42 maisons habitées en 1540.

### Enseignement

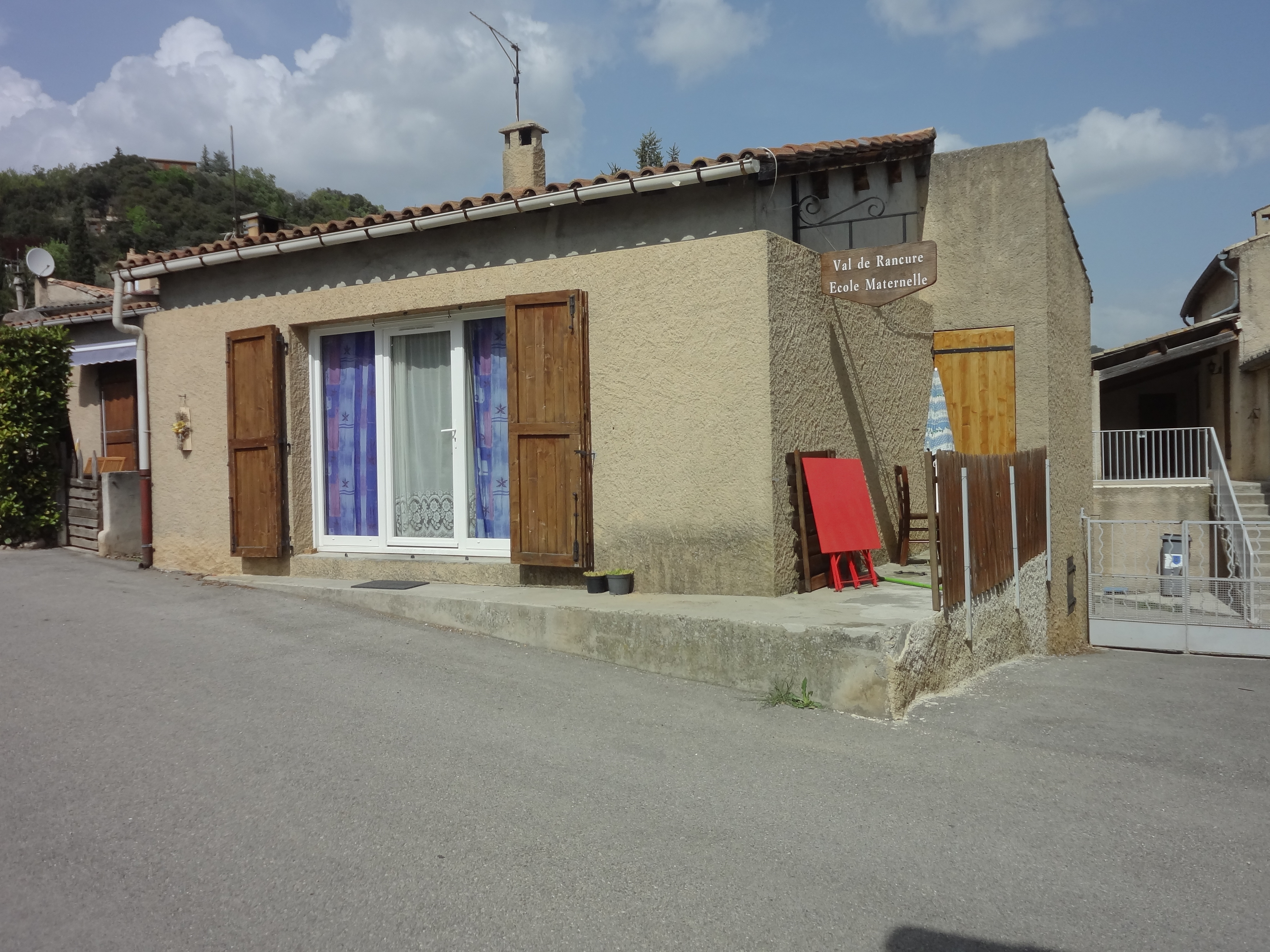
École maternelle.

La commune est dotée d’une école maternelle.

## Économie

### Aperçu général
En 2009, la population active s’élevait à 123 personnes, dont 14 chômeurs (chiffre stable en 2011). Ces travailleurs sont majoritairement salariés (77 %) et travaillent majoritairement hors de la commune (76 %). L’industrie et la construction représentent le tiers des établissements.

### Agriculture

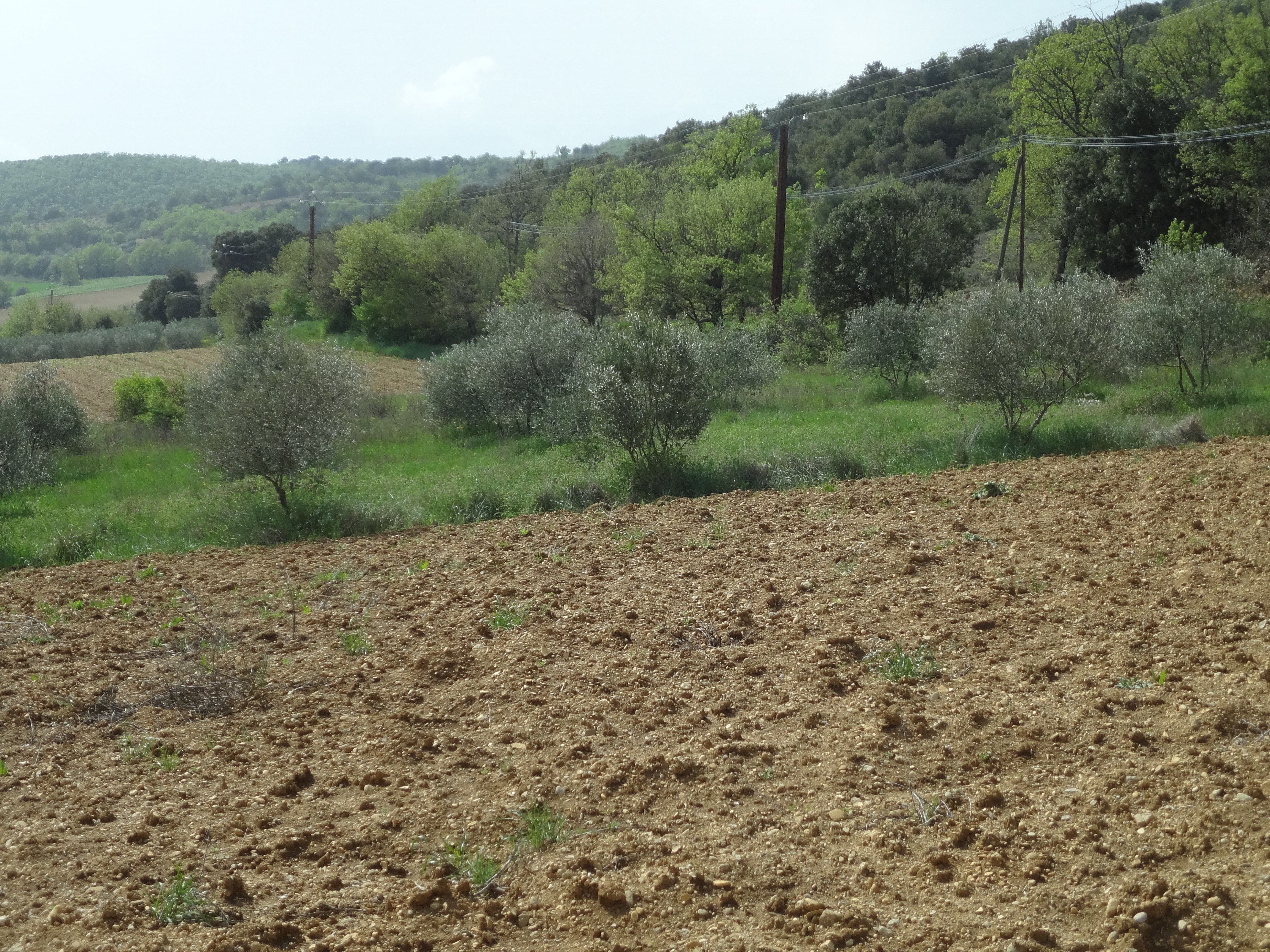
Jeune oliveraie au Castellet.

Fin 2010, le secteur primaire (agriculture, sylviculture, pêche) comptait sept établissements actifs au sens de l’Insee et un emploi salarié.
Le nombre d’exploitations, selon l’enquête Agreste du ministère de l’Agriculture, a diminué de moitié dans les années 2000, passant de huit à quatre, uniquement des exploitations pratiquant les grandes cultures. Les exploitants vivant des cultures permanentes ont disparu. De 1988 à 2000, la surface agricole utile (SAU) a augmenté, de 361 ha à 383 ha, alors que le nombre d’exploitations baissait (de dix à huit). La SAU a cependant augmenté lors de la dernière décennie, à 456 ha.
La culture de l’olivier est pratiquée dans la commune depuis des siècles, tout en étant limitée à certains versants. Le terroir de la commune se situe en effet à la limite altitudinale de l’arbre, qui ne peut que difficilement être exploité au-delà des 650 mètres : au Castellet, il s’agit des versants bien exposés des vallons entaillant le plateau de Valensole. L’oliveraie du Castellet occupait plusieurs dizaines d’hectares au début du XIXe siècle. Actuellement[Quand ?], elle a régressé mais reste relativement importante, avec plus de 1000 pieds exploités.

### Industrie
Fin 2010, le secteur secondaire (industrie et construction) comptait 10 établissements, employant 15 salariés.
Les Ateliers de mécanique générale du Castellet (AMGC), est un atelier de mécanique de précision, spécialisé dans la construction de prototypes. Ils emploient 5 personnes.

### Activités de service
Fin 2010, le secteur tertiaire (commerces, services) comptait sept établissements (avec quatre emplois salariés), auxquels s’ajoutent les six établissements du secteur administratif (salariant quatre personnes).
D'après l’Observatoire départemental du tourisme, la fonction touristique est assez importante pour la commune, avec entre un et cinq touristes accueillis par habitant. Plusieurs structures d’hébergement à finalité touristique existent dans la commune :
- un hôtel en 2007[54] (non classé[55]) ;
- plusieurs meublés[56],[57] ;
- des chambres d’hôtes[58].

Les résidences secondaires apportent un complément à la capacité d’accueil : au nombre de 49, elles représentent le tiers des logements,.

## Culture locale et patrimoine

### Lieux et monuments

#### Art religieux
L’église paroissiale Saint-Pierre (1622), est de style roman. Le chœur est à chevet plat et voûté ; une petite chapelle est placée près de l’autel, côté nord.
Il subsiste peu de chose du prieuré Saint-Pierre, qui dépendait de l’abbaye de Villeneuve-lès-Avignon : une abside intégré à un hangar agricole. Il existe plusieurs chapelles Notre-Dame du côté de Taillas (vallée de l’Asse).

Église paroissiale.
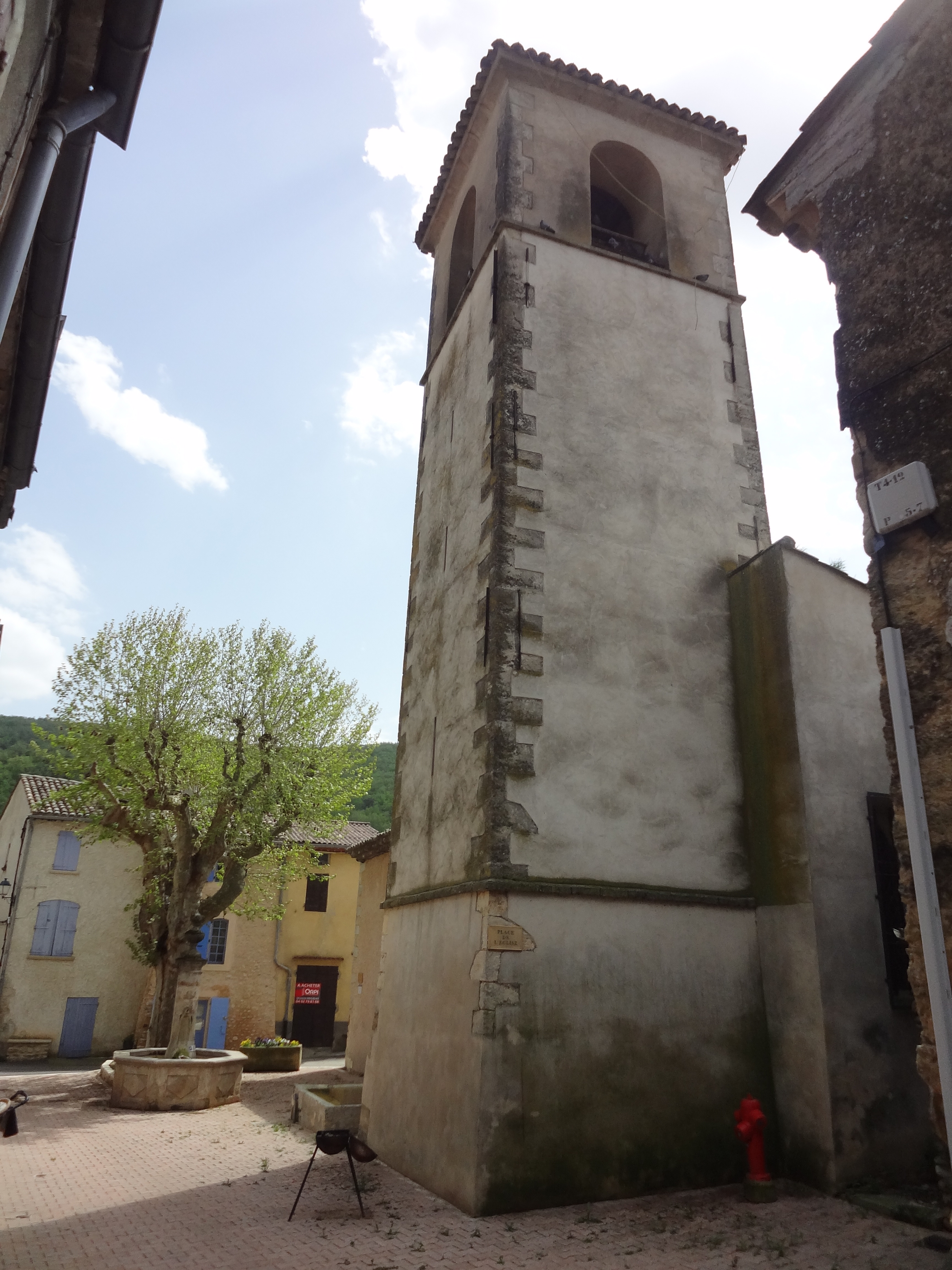
Clocher de l’église Saint-Pierre.
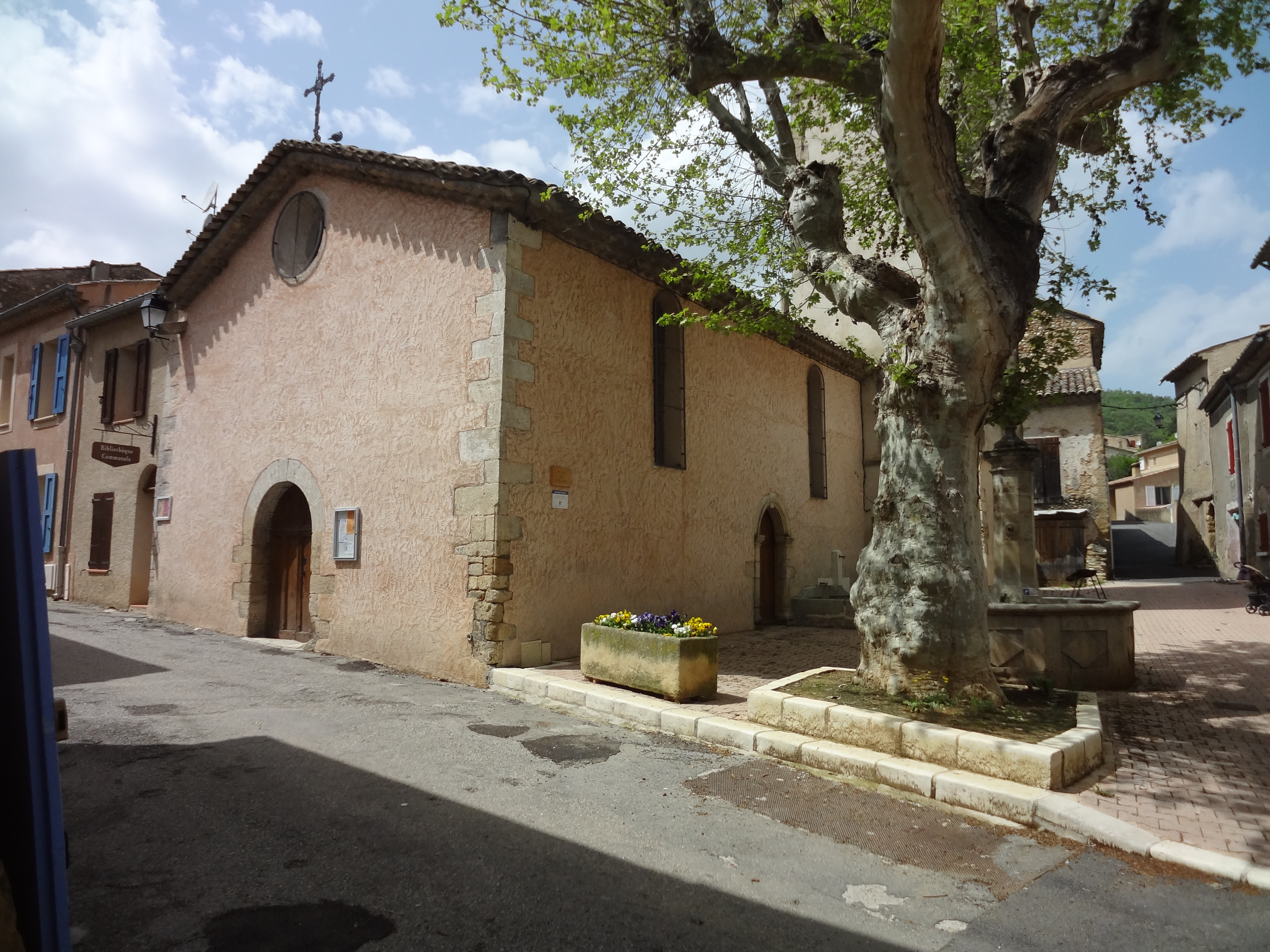
Église.
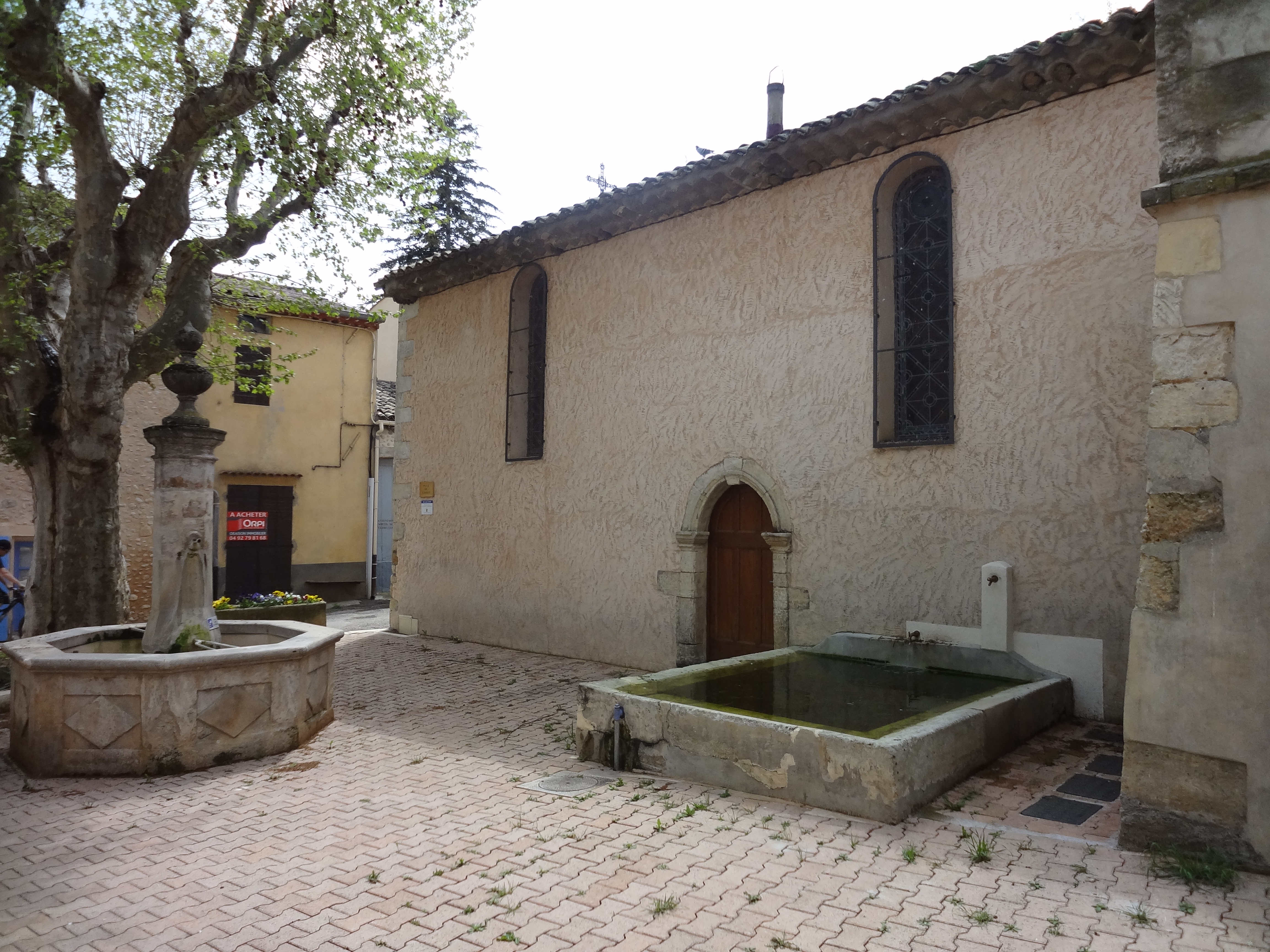
Portail oriental (l’église est orientée au nord-est).

#### Architecture civile
Le patrimoine civil se compose de :
- le château de Taillas (XVIIe siècle), à l'emplacement d'une ancienne communauté médiévale : bâtiment rectangulaire avec 2 tours rondes coiffées de poivrières ; pigeonnier. Il a appartenu à différentes familles importantes du secteur : les Pontevès, les Villeneuve, les Matheron, les Fulque, marquis d’Oraison, et enfin aux Taillas, du XVIIIe siècle à 1960[63] ;
- les ruines du château fort de Ville-Vieille ;
- la fontaine des Bernards 1695 ; fontaines fin XIXe siècle et lavoirs place de l’Église, aux Bachelas ; fontaine début XXe siècle près de l'école ; lavoir du Portaygue ; ancienne aire de battage restaurée.
- moulin ;
- fermes ruinées alentour ;
- la mairie, éclairée par de grandes fenêtres arrondies, date de 1776. Elle est ornée de boiseries de style Louis XV.

Patrimoine civil du Castellet.
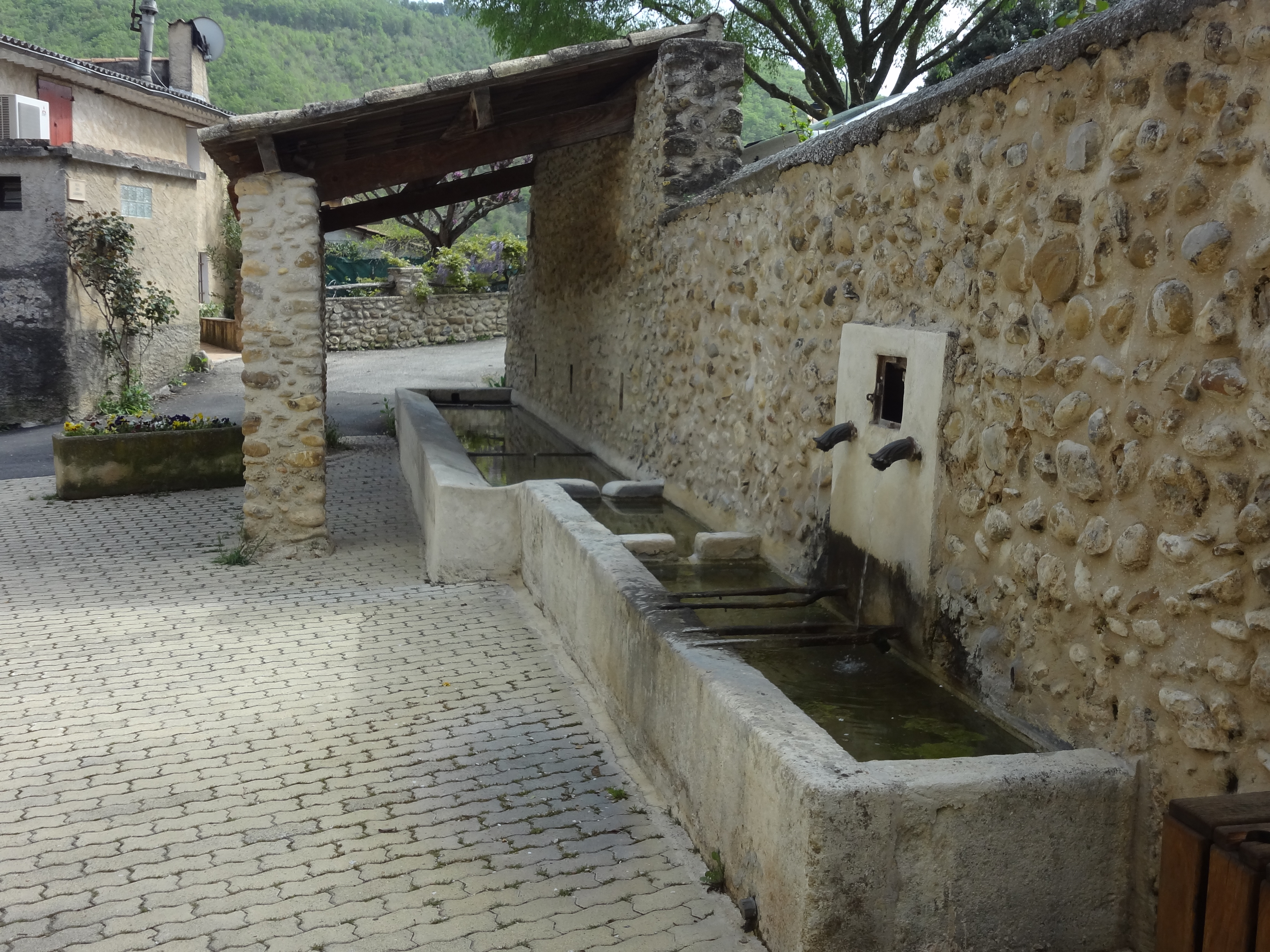
Fontaine et lavoir du début du XXe siècle.
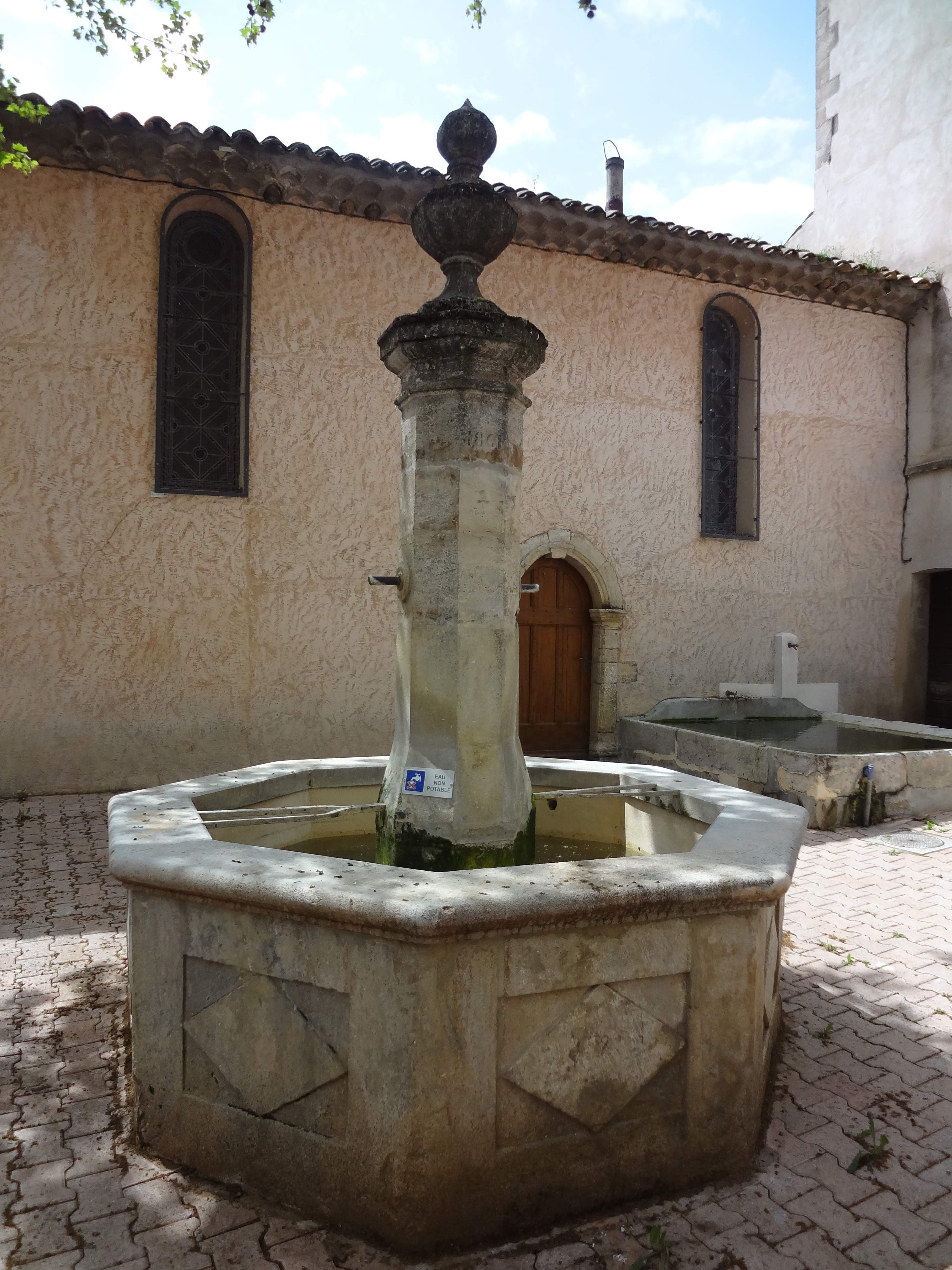
Fontaine de 1861, place de l’église, surmontée d’une boule, en faisant un symbole phallique.
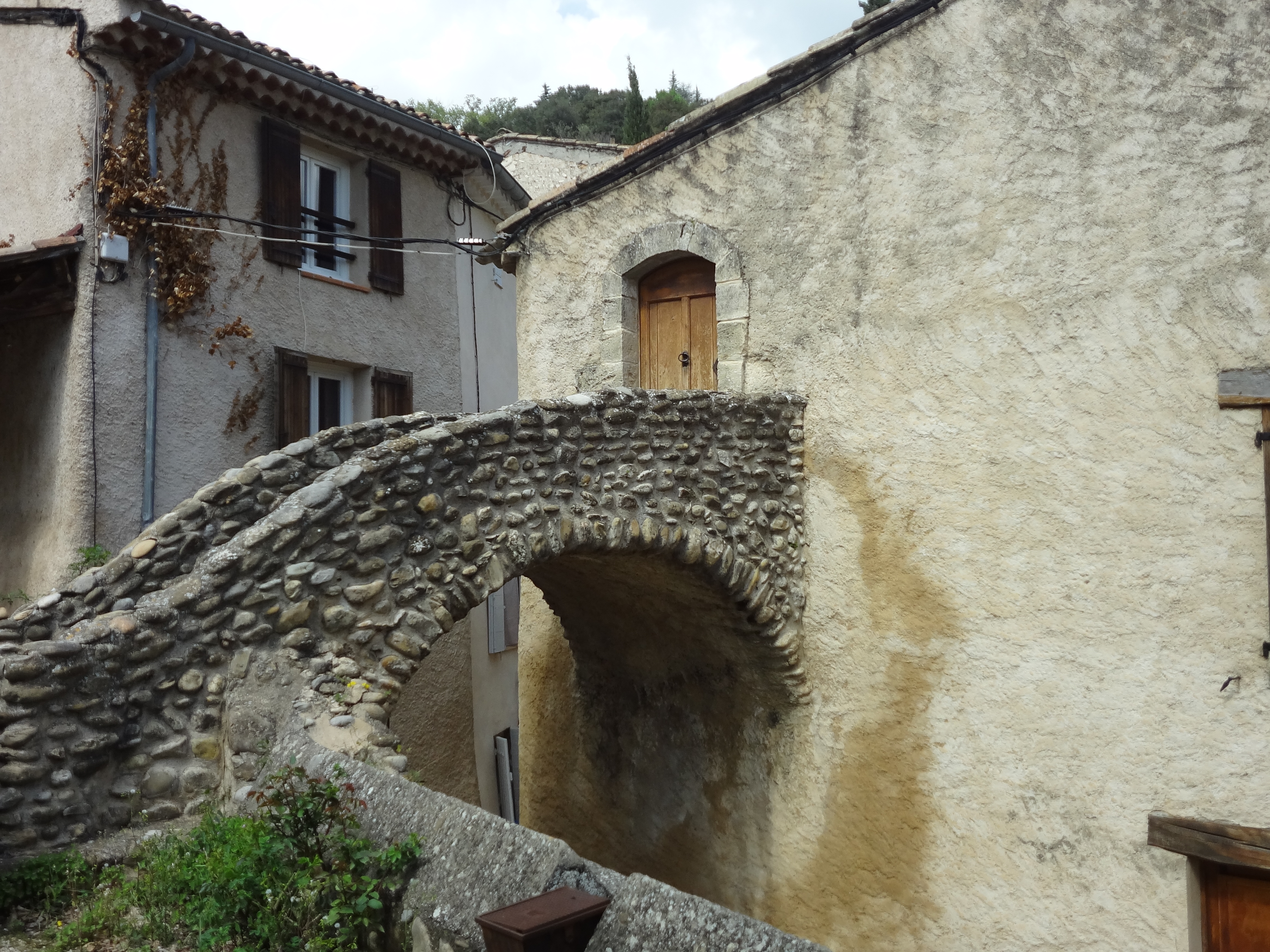
Pounti passant au-dessus d’une ruelle.
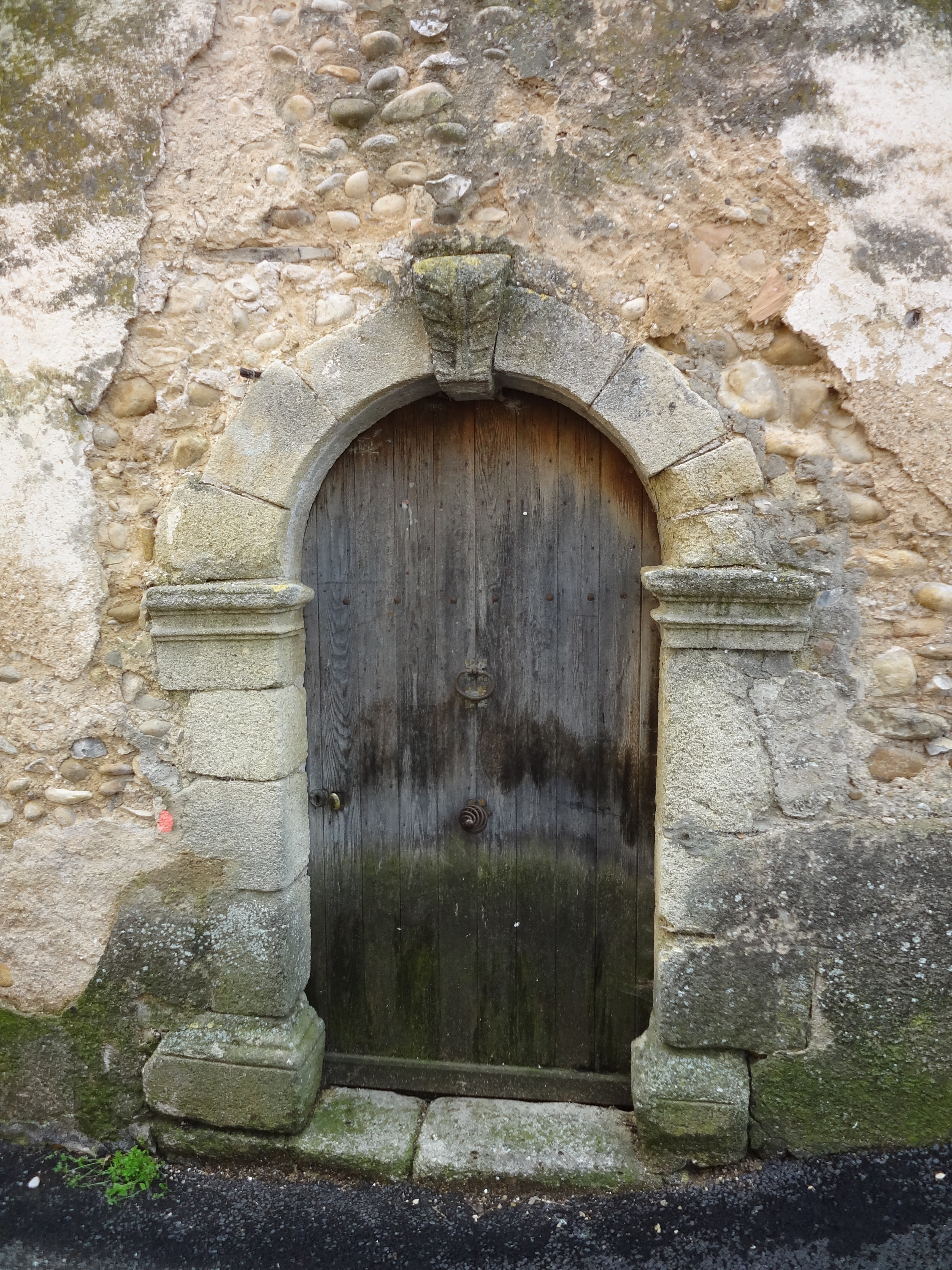
Vieille porte.

### Personnalités liées à la commune
- Edmond Humeau (1907-1998), poète, possédait une maison au Castellet.

### Héraldique
Le blasonnement de la commune du Castellet est décrit ci-dessous, :
| Blason | Blasonnement : D'azur à un château d'or donjonné du même, maçonné de sable, fermé d'une porte d'argent. Commentaires : Achard propose une variante : d’or à trois noisettes de sinople, deux en chef et une en pointe. |